# Nonea setosa
Nonea setosa är en strävbladig växtart som först beskrevs av Johann Georg Christian Lehmann, och fick sitt nu gällande namn av Johann Jakob Roemer och Schult. Nonea setosa ingår i släktet nonneor, och familjen strävbladiga växter. Inga underarter finns listade i Catalogue of Life.